# Marco Aurélio
Marco Aurélio (sinh ngày 10 tháng 2 năm 1952) là một huấn luyện viên và cựu cầu thủ bóng đá người Brasil.

## Sự nghiệp Huấn luyện viên
Marco Aurélio đã dẫn dắt Ponte Preta, Vitória, Cruzeiro, Palmeiras, Kashiwa Reysol, Figueirense và Fortaleza.